# 大津町大代
大津町大代（おおつちょうおおしろ）は、徳島県鳴門市の大字。郵便番号は772-0041。

## 地理
鳴門市の中央部に位置。東は撫養町木津・大津町備前島に、西は大麻町大谷に、南は大谷川旧流路を挟んで板野郡松茂町に接している。北部は産地で南部は平坦な農地となっている。
水田の他にナシとサツマイモの生産が盛んである。大代谷川は地内を南に貫流して松茂町境の大谷川に合流するが、その沿岸の傾斜地に梨園が展開する。主要な集落は徳島県道12号鳴門池田線（撫養街道）沿線に集中し、鳴門市大津西小学校や県無形民俗文化財に指定されている人形師・大江巳之助の工房もある。

### 山岳
- 天円山
- 袴腰山

### 河川
- 大谷川
- 大代谷川
- 新池川

### 小字
| - 戎野 - 大道 - 西奥 - 西賀屋 - 西口 - 西ノ須 - 日開谷 | - 東奥 - 東口 - 辺露 - 的場 - 宮代 - 山田 - 六反地 |  |

## 歴史
江戸期から明治22年にかけては板東郡および板野郡の村であった。寛文4年より板野郡に属す。明治22年に同郡大津村の大字となった。昭和30年2月より現在の鳴門市の字名となる。

## 世帯数と人口
2022年（令和4年）7月31日現在の世帯数と人口は以下の通りである。
| 町丁       | 世帯数  | 人口  |
| ---------- | ------- | ----- |
| 大津町大代 | 416世帯 | 950人 |

## 小・中学校の学区
市立小・中学校に通う場合、学区は以下の通りとなる。
| 番地 | 小学校               | 中学校             |
| ---- | -------------------- | ------------------ |
| 全域 | 鳴門市立大津西小学校 | 鳴門市立第一中学校 |

## 施設
- 鳴門市大津西小学校
- 大代古墳
- 勝福寺

## 交通

### 道路
国道
- 国道11号

都道府県道
- 徳島県道12号鳴門池田線
- 徳島県道220号川内大代線